# Pinedale, Arizona
Pinedale je naseljeno područje za statističke svrhe u američkoj saveznoj državi Arizona. Prema popisu stanovništva iz 2010. u njemu je živjelo 487 stanovnika.